# John N. Erlenborn

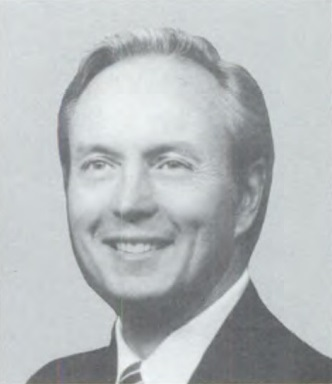
John N. Erlenborn (1981)

John Neal Erlenborn (* 8. Februar 1927 in Chicago, Illinois; † 30. Oktober 2005 in Warrenton, Illinois) war ein US-amerikanischer Politiker. Zwischen 1965 und 1985 vertrat er den Bundesstaat Illinois im US-Repräsentantenhaus.

## Werdegang
John Erlenborn besuchte bis 1944 die Immaculate Conception High School in Elmhurst. Danach studierte er kurz an der University of Notre Dame in Indiana. Zwischen 1944 und 1946, also auch während der Endphase des Zweiten Weltkrieges, diente er in der US Navy. Danach absolvierte er die University of Illinois. Nach einem anschließenden Jurastudium an der Loyola University in Chicago und seiner 1949 erfolgten Zulassung als Rechtsanwalt begann er in diesem Beruf zu arbeiten. Von 1950 bis 1952 war er auch stellvertretender Staatsanwalt im DuPage County. Gleichzeitig schlug er als Mitglied der Republikanischen Partei eine politische Laufbahn ein. Zwischen 1957 und 1965 saß er als Abgeordneter im Staatsrepräsentantenhaus.
Bei den Kongresswahlen des Jahres 1964 wurde Erlenborn im 14. Wahlbezirk von Illinois in das US-Repräsentantenhaus in Washington, D.C. gewählt, wo er am 3. Januar 1965 die Nachfolge von Elmer J. Hoffman antrat. Nach neun Wiederwahlen konnte er bis zum 3. Januar 1985 zehn Legislaturperioden im Kongress absolvieren. Seit 1983 vertrat er dort als Nachfolger von Robert McClory den 13. Distrikt seines Staates. In seine Zeit im Kongress fielen unter anderem der Vietnamkrieg, die Endphase der Bürgerrechtsbewegung und im Jahr 1974 die Watergate-Affäre. 1984 verzichtete er auf eine weitere Kandidatur.
Nach dem Ende seiner Zeit im US-Repräsentantenhaus praktizierte Erlenborn wieder als Jurist. Er wurde Mitglied der Fakultät der Georgetown University in Washington. Zwischen 1989 und 2001 war er Vorstandsmitglied der Legal Services Corporation, deren Interimspräsident er in den Jahren 2001 bis 2003 war. John Erlenborn starb am 30. Oktober 2005 in Warrenton.